# Danh sách đĩa nhạc của Iggy Azalea
Nữ rapper, nhạc sĩ và người mẫu người Úc Iggy Azalea đã phát hành 1 album phòng thu, 3 đĩa mở rộng, 12 đĩa đơn, 18 video ca nhạc, 1 album phát hành lại và hai bản mixtape. Vào tháng 9 năm 2011, Azalea phát hành bản mixtape đầu tiên, Ignorant Art. Sau khi phát hành, Azalea đã ký hợp đồng thu âm với rapper T.I. qua hãng thu âm Grand Hustle. Vào tháng 7 năm 2012, cô phát hành 1 đĩa đơn mở rộng miễn phí mang tên Glory, cũng trong tháng 11 năm đó, Azalea phát hành tiếp bản mixtape thứ hai của cô, TrapGold.
Vào tháng 4 năm 2014, Azalea phát hành album đầu tay, The New Classic, đứng đầu trong top 5 các bảng xếp hạng album tại các nước Mỹ, Úc và Anh. Ba đĩa đơn đầu tiên nằm trong album, "Work", "Bounce" và "Change Your Life" là những thành công ban đầu đầy kinh nghiệm trong sự nghiệp âm nhạc của cô. Đĩa đơn thứ tư, "Fancy" hợp tác với nữ ca sĩ người Anh Charli XCX, đứng đầu trong bảng xếp hạng Billboard Hot 100 và cũng là ca khúc nằm trong bảng xếp hạng của Úc và Anh. "Black Widow" hợp tác với ca sĩ Rita Ora là đĩa đơn thứ năm nằm trong album, và nó đã lọt vào trong top 5 tại Mỹ và Anh. Trong thời gian đó, Azalea hợp tác với Ariana Grande cho ra mắt đĩa đơn Problem, đạt đến vị trí thứ hai trên Billboard Hot 100. Vao tháng 11 năm 2014, Azalea phát hành album làm lại mang tên Reclassified, trong đó bao gồm các ca khúc "Beg for It" và "Trouble".

## Album

### Album phòng thu
| Album           | Thông tin                                                                                            | Vị trí xếp hạng cao nhất | Vị trí xếp hạng cao nhất | Vị trí xếp hạng cao nhất | Vị trí xếp hạng cao nhất | Vị trí xếp hạng cao nhất | Vị trí xếp hạng cao nhất | Vị trí xếp hạng cao nhất | Vị trí xếp hạng cao nhất | Vị trí xếp hạng cao nhất | Vị trí xếp hạng cao nhất | Doanh số      | Chứng nhận                               |
| Album           | Thông tin                                                                                            | Úc                       | Canada                   | Ireland                  | Hà Lan                   | New Zealand              | Thụy Điển                | Anh                      | Mỹ                       | US R&B/HH                | US Rap                   | Doanh số      | Chứng nhận                               |
| --------------- | --- | ------------------------ | ------------------------ | ------------------------ | ------------------------ | ------------------------ | ------------------------ | ------------------------ | ------------------------ | ------------------------ | ------------------------ | ------------- | ---------------------------------------- |
| The New Classic | - Ngày phát hành: 21 tháng 4 năm 2014 - Hãng đĩa: Virgin EMI, Island - Dạng đĩa: CD, tải kỹ thuật số | 2                        | 2                        | 13                       | 58                       | 3                        | 12                       | 5                        | 3                        | 1                        | 1                        | - Mỹ: 500.000 | - Úc: Vàng - Canada: Vàng - Hoa Kỳ: Vàng |

### Album phát hành lại
| Album        | Thông tin                                                                                     | Vị trí xếp hạng cao nhất | Vị trí xếp hạng cao nhất | Vị trí xếp hạng cao nhất | Vị trí xếp hạng cao nhất | Vị trí xếp hạng cao nhất | Vị trí xếp hạng cao nhất | Vị trí xếp hạng cao nhất | Vị trí xếp hạng cao nhất | Vị trí xếp hạng cao nhất |
| Album        | Thông tin                                                                                     | Úc                       | AUS URB                  | Đan Mạch                 | Thụy Điển                | Anh                      | UK R&B                   | Mỹ                       | US HH                    | US Rap                   |
| ------------ | --------------------------------------------------------------------------------------------- | ------------------------ | ------------------------ | ------------------------ | ------------------------ | ------------------------ | ------------------------ | ------------------------ | ------------------------ | ------------------------ |
| Reclassified | - Ngày phát hành: 21 tháng 11 năm 2014 - Hãng đĩa: Virgin EMI - Dạng đĩa: CD, tải kỹ thuật số | 32                       | 3                        | 31                       | 32                       | 38                       | 4                        | 16                       | 6                        | 5                        |

### Đĩa mở rộng
| Tiêu đề                                                                         | Thông tin                                                                                           | Vị trí xếp hạng cao nhất | Vị trí xếp hạng cao nhất |
| Tiêu đề                                                                         | Thông tin                                                                                           | US Heat                  | US R&B/HH                |
| ------------------------------------------------------------------------------- | --------------------------------------------------------------------------------------------------- | ------------------------ | ------------------------ |
| Glory                                                                           | - Ngày phát hành: 30 tháng 7 năm 2012 - Hãng đĩa: Grand Hustle - Dạng đĩa: tải kỹ thuật số          | —                        | —                        |
| Change Your Life                                                                | - Ngày phát hành: 8 tháng 10 năm 2013 - Hãng đĩa: Def Jam - Dạng đĩa: CD, tải kỹ thuật số           | 33                       | 66                       |
| iTunes Festival: London 2013                                                    | - Ngày phát hành: 25 tháng 10 năm 2013 (tại Anh) - Hãng đĩa: Virgin EMI - Dạng đĩa: tải kỹ thuật số | —                        | —                        |
| "—" biểu thị đĩa không được phát hành hoặc không được xếp hạng tại quốc gia đó. | |                          |                          |

### Mixtape
| Tiêu đề      | Thông tin                                                          |
| ------------ | ------------------------------------------------------------------ |
| Ignorant Art | - Ngày phát hành: 27 tháng 9 năm 2011 - Dạng đĩa: tải kỹ thuật số  |
| TrapGold     | - Ngày phát hành: 11 tháng 10 năm 2012 - Dạng đĩa: tải kỹ thuật số |

## Đĩa đơn

### Hát chính
| "Work"                                                                    | 2013 | 79 | 87 | —  | —  | 42 | —  | —  | —  | 17  | 54 | - ARIA: Vàng - BPI: Bạc - MC: Vàng - RIAA: Bạch kim                                                                                  | The New Classic        |
| "Bounce"                                                                  | 2013 | —  | —  | —  | —  | 34 | —  | —  | —  | 13  | —  | | The New Classic        |
| "Change Your Life" (hợp tác với T.I.)                                     | 2013 | 44 | —  | —  | —  | 28 | —  | 38 | —  | 10  | —  | - ARIA: Vàng - RIAA: Vàng | The New Classic        |
| "Fancy" (hợp tác với Charli XCX)                                          | 2014 | 5  | 1  | 36 | 21 | 12 | 29 | 1  | 23 | 5   | 1  | - ARIA: 4× Bạch kim - BPI: Bạch kim - IFPI DEN: Bạch kim - IFPI SWE: Bạch kim - MC: 3× Bạch kim - RIAA: 5× Bạch kim - RMNZ: Bạch kim | The New Classic        |
| "Black Widow" (hợp tác với Rita Ora)                                      | 2014 | 15 | 6  | 19 | 9  | 9  | 13 | 11 | 23 | 4   | 3  | - ARIA: Bạch kim - BPI: Vàng - IFPI DEN: Bạch kim - IFPI SWE: Bạch kim - MC: 2× Bạch kim - RIAA: 3× Bạch kim - RMNZ: Vàng            | The New Classic        |
| "Beg for It" (hợp tác với MØ)                                             | 2014 | 29 | 44 | —  | —  | —  | —  | —  | —  | 111 | 27 | - RIAA: Bạch kim | Reclassified           |
| "Trouble" (hợp tác với Jennifer Hudson)                                   | 2015 | 10 | 73 | —  | —  | 20 | —  | —  | —  | 7   | 67 | - ARIA: Bạch kim - BPI: Bạc | Reclassified           |
| "Pretty Girls" (với Britney Spears)                                       | 2015 | 27 | 16 | —  | 25 | 60 | —  | —  | —  | 16  | 29 | | Đĩa đơn không có album |
| "—" đĩa đơn không được phát hành hoặc không được xếp hạng tại quốc gia đó |      |    |    |    |    |    |    |    |    |     |    | |                        |

### Hát phụ
| Đĩa đơn                                                                    | Năm  | Vị trí xếp hạng cao nhất | Vị trí xếp hạng cao nhất | Vị trí xếp hạng cao nhất | Vị trí xếp hạng cao nhất | Vị trí xếp hạng cao nhất | Vị trí xếp hạng cao nhất | Vị trí xếp hạng cao nhất | Vị trí xếp hạng cao nhất | Vị trí xếp hạng cao nhất | Vị trí xếp hạng cao nhất | Chứng nhận | Album                  |
| Đĩa đơn                                                                    | Năm  | AUS                      | CAN                      | DEN                      | FRA                      | IRE                      | NLD                      | NZ                       | SWE                      | UK                       | US                       | Chứng nhận | Album                  |
| -------------------------------------------------------------------------- | ---- | ------------------------ | ------------------------ | ------------------------ | ------------------------ | ------------------------ | ------------------------ | ------------------------ | ------------------------ | ------------------------ | ------------------------ | --- | ---------------------- |
| "Beat Down" (Steve Aoki và Angger Dimas hợp tác với Iggy Azalea)           | 2012 | —                        | —                        | —                        | —                        | —                        | 59                       | —                        | —                        | 44                       | —                        | | Wonderland (Remixed)   |
| "Problem" (Ariana Grande hợp tác với Iggy Azalea)                          | 2014 | 2                        | 3                        | 5                        | 14                       | 1                        | 10                       | 1                        | 5                        | 1                        | 2                        | - ARIA: 3× Bạch kim - BPI: Bạch kim - IFPI DEN: 2× Bạch kim - IFPI SWE: 3× Bạch kim - MC: 3× Bạch kim - RIAA: 6× Bạch kim - RMNZ: Bạch kim | My Everything          |
| "No Mediocre" (T.I. hợp tác với Iggy Azalea)                               | 2014 | 36                       | 59                       | —                        | 35                       | —                        | —                        | 34                       | —                        | 49                       | 33                       | - ARIA: Vàng - MC: Vàng - RIAA: Bạch kim                                                                                                   | Paperwork              |
| "Booty" (Jennifer Lopez hợp tác với Iggy Azalea)                           | 2014 | 27                       | 11                       | —                        | 93                       | —                        | —                        | 30                       | —                        | 137                      | 18                       | - RIAA: Vàng | Đĩa đơn không có album |
| "—" đĩa đơn không được phát hành hoặc không được xếp hạng tại quốc gia đó. |      |                          |                          |                          |                          |                          |                          |                          |                          |                          |                          | |                        |

### Đĩa đơn quảng bá
| Đĩa đơn                                                                              | Năm phát hành | Vị trí xếp hạng cao nhất | Vị trí xếp hạng cao nhất | Vị trí xếp hạng cao nhất | Vị trí xếp hạng cao nhất | Vị trí xếp hạng cao nhất | Vị trí xếp hạng cao nhất | Vị trí xếp hạng cao nhất | Vị trí xếp hạng cao nhất | Vị trí xếp hạng cao nhất | Vị trí xếp hạng cao nhất | Album               |
| Đĩa đơn                                                                              | Năm phát hành | AUS                      | AUS URB                  | CAN                      | FRA                      | GER                      | SWI                      | UK                       | UK R&B                   | US                       | US R&B/HH                | Album               |
| ------------------------------------------------------------------------------------ | ------------- | ------------------------ | ------------------------ | ------------------------ | ------------------------ | ------------------------ | ------------------------ | ------------------------ | ------------------------ | ------------------------ | ------------------------ | ------------------- |
| "Know About Me" (Remix) (DJ Green Lantern và Valentino Khan hợp tác với Iggy Azalea) | 2014          | —                        | —                        | —                        | —                        | —                        | —                        | —                        | —                        | —                        | —                        | Đĩa đơn không album |
| "Impossible Is Nothing"                                                              | 2014          | —                        | —                        | —                        | —                        | —                        | —                        | 168                      | 30                       | —                        | —                        | The New Classic     |
| "Iggy SZN"                                                                           | 2014          | 95                       | 11                       | —                        | —                        | —                        | —                        | —                        | —                        | —                        | 48                       | Reclassified        |
| "Go Hard or Go Home" (với Wiz Khalifa)                                               | 2015          | 60                       | 12                       | 65                       | 77                       | 47                       | 55                       | 110                      | 19                       | 86                       | 29                       | Furious 7           |
| "All Hands on Deck" (Remix) (Tinashe hợp tác với Iggy Azalea)                        | 2015          | 45                       | —                        | —                        | —                        | —                        | —                        | 156                      | 34                       | —                        | 33                       | Đĩa đơn không album |
| "—" đĩa đơn không được phát hành hoặc không được xếp hạng tại quốc gia đó.           |               |                          |                          |                          |                          |                          |                          |                          |                          |                          |                          |                     |

## Bài hát được xếp hạng khác
| Bài hát                                    | Năm phát hành | Vị trí xếp hạng cao nhát | Vị trí xếp hạng cao nhát | Vị trí xếp hạng cao nhát | Album        |
| Bài hát                                    | Năm phát hành | US R&B/HH Bub.           | US R&B/HH Dig.           | US Rap Dig.              | Album        |
| ------------------------------------------ | ------------- | ------------------------ | ------------------------ | ------------------------ | ------------ |
| "Heavy Crown" (hợp tác với Ellie Goulding) | 2014          | 9                        | 37                       | 23                       | Reclassified |

## Khách mời
| Tiêu đề                                  | Năm  | Nghệ sĩ khác                   | Album                       |
| ---------------------------------------- | ---- | ------------------------------ | --------------------------- |
| "Raise Your Weapon"                      | 2012 | Stix, deadmau5                 | I Told U So                 |
| "I Think She Ready"                      | 2012 | FKi, Diplo                     | Transformers n the Hood     |
| "Mo Flow"                                | 2012 | Skeme                          | Alive & Living              |
| "Best Friend"                            | 2012 | B.o.B, Mac Miller              | Fuck 'Em We Ball            |
| "Light as a Feather"                     | 2012 | Katy B, Diplo                  | Danger EP                   |
| "Boss Lady"                              | 2012 | None                           | Woman On Top                |
| "Hustle Gang"                            | 2012 | Chip, T.I.                     | London Boy                  |
| "Chasin Me"                              | 2013 | T.I., Young Dro, Kris Stephens | G.D.O.D. (Get Dough or Die) |
| "High Level"                             | 2013 | Skeme                          | Ingleworld                  |
| "Wickedest Style"                        | 2013 | Sean Paul                      | Full Frequency              |
| "Hell You Sayin'"                        | 2014 | T.I., Young Dro, Travi$ Scott  | SXEW (South by East West)   |
| "I'm Coming Out" (The Other Woman Remix) | 2014 | Keyshia Cole                   | Không album                 |
| "Million Dollar Dream"                   | 2014 | A. R. Rahman                   | Million Dollar Arm          |
| "Acting Like That"                       | 2014 | Jennifer Lopez                 | A.K.A.                      |
| "He Ain't Goin' Nowhere"                 | 2014 | Jennifer Hudson                | JHUD                        |
| "We Go Hard"                             | 2014 | T.I., Spodee                   | G.D.O.D. II                 |

## Video ca nhạc
| Video ca nhạc                                                    | Năm phát hành | Đạo diễn                  |
| ---------------------------------------------------------------- | ------------- | ------------------------- |
| "Pu$$y"                                                          | 2011          | Falkon                    |
| "My World"                                                       | 2011          | Alex / 2Tone              |
| "The Last Song"                                                  | 2012          | Bell Soto                 |
| "I Think She Ready" (FKi hợp tác với Iggy Azalea và Diplo)       | 2012          | Alex / 2Tone              |
| "Beat Down" (Steve Aoki và Angger Dimas hợp tác với Iggy Azalea) | 2012          | Alex / 2Tone              |
| "Murda Bizness" (hợp tác với T.I.)                               | 2012          | Alex / 2Tone              |
| "Bac 2 tha Future (My Time)"                                     | 2012          | Bell Soto                 |
| "Work"                                                           | 2013          | Jonas & François          |
| "Slo."                                                           | 2013          | Rankin                    |
| "Bounce"                                                         | 2013          | BRTHR                     |
| "Change Your Life" (hợp tác với T.I.)                            | 2013          | Jonas & François          |
| "Fancy" (hợp tác với Charli XCX)                                 | 2014          | Director X                |
| "Problem" (Ariana Grande hợp tác với Iggy Azalea)                | 2014          | Nev Todorovic             |
| "No Mediocre" (T.I. hợp tác với Iggy Azalea)                     | 2014          | Director X                |
| "Black Widow" (hợp tác với Rita Ora)                             | 2014          | Director X Iggy Azalea    |
| "Booty" (Jennifer Lopez hợp tác với Iggy Azalea)                 | 2014          | Hype Williams             |
| "Trouble" (hợp tác với Jennifer Hudson)                          | 2015          | Iggy Azalea Director X    |
| "Pretty Girls" (với Britney Spears)                              | 2015          | Iggy Azalea Cameron Duddy |